# Paillaco
Paillaco è un comune del Cile della provincia di Valdivia nella Regione di Los Ríos. Al censimento del 2002 possedeva una popolazione di 19.237 abitanti.

## Società

### Evoluzione demografica
| Censimento del 1992 | Censimento del 2002 |
| 18.152 ab.          | 19.237 ab.          |